# Noodziekenhuis Zeeburg
Het Noodziekenhuis Zeeburg was een tijdelijk Amsterdams ziekenhuis. Het was in een aantal barakken gevestigd aan de Zeeburgerdijk in Amsterdam-Oost, ten noorden van het Flevopark en het viaduct van de Zuiderzeeweg naar de Amsterdamsebrug. Het ziekenhuis bestond uit een aantal genummerde paviljoens.
Het noodziekenhuis werd in 1975 vervangen door het gemeentelijke Slotervaartziekenhuis samen met enkele andere verouderde ziekenhuizen in Amsterdam zoals het Weesperpleinziekenhuis, het Binnengasthuis (niet-academisch deel) en de Pieter van Foreestkliniek.

## Geschiedenis

Quarantaine inrichting in 1922

In 1914 verrezen aan de Zeeburgerdijk enkele houten gebouwen ten behoeve van het Gemeentelijk Quarantaine Station, later genaamd Quarantaine Inrichting Zeeburg. Het complex bestond uit een villa, tien barakken en een kantoor. In de villa zetelde de directie en het kantoor was gevestigd in Herberg Zeeburg. In de jaren dertig kwam het complex leeg te staan en werd toen gebruikt voor opvang van vluchtelingen.
Na 1945 werd in de barakken het Noodziekenhuis Zeeburg gevestigd in afwachting van nieuwbouw. Die kwam in 1975 tot stand met de bouw van het nieuwe Slotervaartziekenhuis. In het noodziekenhuis was onder meer ook een afdeling waar patiënten in quarantaine konden liggen. Er was ook een speciale kinderafdeling voor TBC-patiëntjes. In ieder geval in de jaren 1949-1951. In 1957 verscheen aan de zuidzijde het viaduct van de Zuiderzeeweg naar de Amsterdamsebrug. Het noodziekenhuis was destijds afgelegen gelegen en alleen tijdens bezoekuren op woensdag, vrijdag en zondag was er een pendeldienst met een klein busje in aansluiting op bus 11, sinds 1975 bus 22.
De barakken werden in 1998 afgebroken. Er staan nu rijtjeswoningen naast een sporthal en het trameindpunt Flevopark van tram 3. De herberg staat er nog steeds.